# Zjazd (wspinaczka)
Zjazd to technika, umiejętności przemieszczania się w dół urwistego terenu, ścian budynków itp. wysokich powierzchni z wykorzystaniem liny zamocowanej od góry. Tempo zjazdu ograniczane jest dzięki tarciu liny przechodzącej przez przyrząd zjazdowy wpięty do uprzęży wspinaczkowej. W rzadko obecnie używanej technice zjazdu w kluczu wykorzystywano tarcie liny o ciało wspinacza.

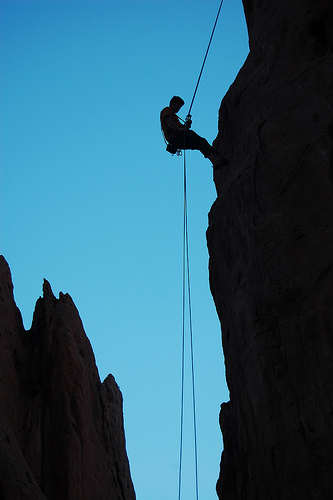
Zjazd z wykorzystaniem dwóch żył liny

Zjazd pozwala na powrót do podstawy ściany po zakończonej wspinaczce, gdy zejście jest niemożliwe. Używany jest również do pokonywania w dół stromych odcinków we wspinaczce, alpinizmie jaskiniowym, speleologii, a także np. w konserwacji obiektów budowlanych. Umiejętności zjazdowe stosuje się też w operacjach wojskowych, policyjnych oraz ratowniczych włączając zwalczanie terroru i działania specjalne.

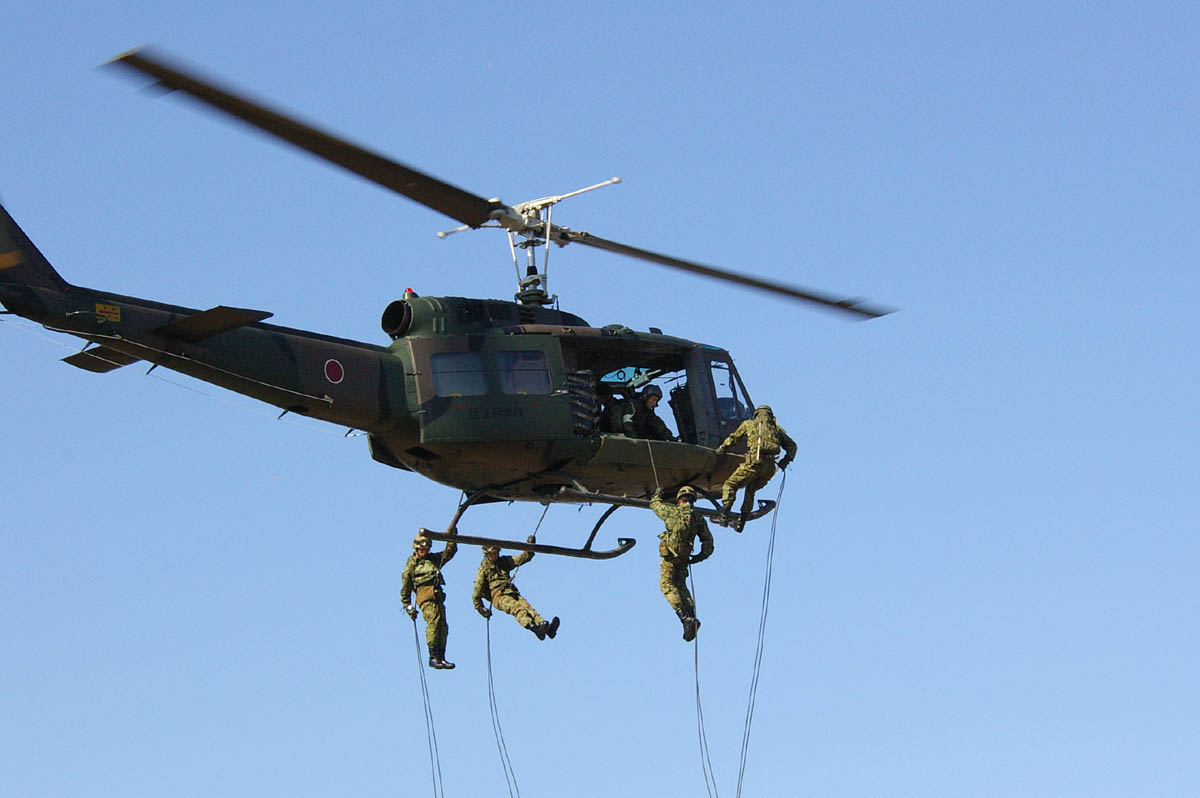
Zjazd żołnierzy ze śmigłowca

W najprostszym przypadku lina zostaje przeciągnięta do połowy przez ring (kółko) zjazdowy zamocowany do stanowiska. Jej końce zostają zrzucone na dół, a obie żyły przełożone przez  przyrząd, wpięty następnie do uprzęży za pomocą karabinka z blokadą zamka. Przytrzymując ręką żyły poniżej przyrządu zjeżdżający reguluje tempo opadania.
Po zakończonym zjeździe linę można odzyskać ciągnąc ją za jeden z końców.
Jeśli lina jest zbyt krótka, aby dotrzeć na sam dół, zjazd rozkłada się na etapy wykorzystując stanowiska pośrednie. W celu wydłużenia zjazdu często korzysta się z dwóch związanych ze sobą lin równej długości.
Ze zjazdem wiąże się poważne ryzyko. Około jednej czwartej wypadków śmiertelnych we wspinaczce zdarza się w czasie zjazdu. Najczęstszą przyczyną jest wyrwanie lub inna awaria stanowiska zjazdowego. Inne częste powody to: odpadnięcie w trakcie przygotowań do zjazdu, puszczenie liny skutkujące utratą hamowania w przyrządzie, wyjechanie poza końce liny, gdy nie kończy się ona na ziemi, spadające kamienie zrzucone przy poruszaniu liną, a także błędny montaż układu zjazdowego.
W celu poprawy bezpieczeństwa  na popularnych drogach wspinaczkowych montowane są stałe stanowiska zjazdowe. Stosuje się ponadto asekurację na stanowisku w czasie przygotowań do zjazdu, autoasekurację w trakcie zjazdu – samozaciskający się węzeł wykonany z wpiętego do uprzęży repsznura, zawiązany wokół obu żył liny, który przytrzyma je w razie puszenia ręki. Z kolei na końcach liny wiąże się węzły, które nie przejdą przez przyrząd zatrzymując wspinacza. Cały układ jest po zmontowaniu dokładnie sprawdzany.